# Castelo de Esporão
O Castelo de Esporão, também referido como Torre do Esporão ou Solar da Herdade do Esporão é uma estrutura arquitetónica de fortificação localizada na freguesia e no Município de Reguengos de Monsaraz, no Distrito de Évora, em Portugal.
Considerada como uma das mais importantes torres construídas na passagem da Idade Média para a Idade Moderna, constitui-se no antigo solar na herdade dos Mendes de Vasconcelos, família nobre em ascensão na Corte portuguesa, ligada à Casa de Bragança, na segunda metade do século XVI.
Encontra-se classificado como Imóvel de Interesse Público por Decreto publicado em 18 de julho de 1957.
Hoje em dia é propriedade do empresário português José Roquette, descendente da família Holtreman.

## História

### A torre tardo-medieval
A Herdade do Esporão tem os seus limites fixados desde 2 de maio de 1267. A torre foi erguida pelo Morgado D. Álvaro Mendes de Vasconcelos, entre os anos 1457 e 1490, datas que correspondem respectivamente ao momento da sua posse do morgado e ao seu falecimento. Álvaro Mendes foi cavaleiro da casa do Duque de Bragança e regedor da cidade de Évora.

### O projeto de recuperação
Em 1973 a Herdade do Esporão foi adquirida por Joaquim Bandeira e por José Alfredo Parreira Holtreman Roquette, que constituíram, em 27 de setembro desse ano, a Finagra – Sociedade Industrial e Agrícola, dando início a um bem sucedido projecto vitivinícola. Ao longo dos anos, a empresa efetuou gestões junto ao poder público no sentido de reabilitar o património arquitectónico sob sua responsabilidade. Com a autorização concedida pelo IGESPAR, e assumindo integralmente os custos do projeto, a Finagra procedeu ao restauro e requalificação do monumento, cujos trabalhos se desenvolveram ao longo de quatro anos, de 2000 a 2003.
Em fins de Outubro de 2004, a Torre do Esporão reabriu as suas portas com uma exposição arqueológica.

## Características

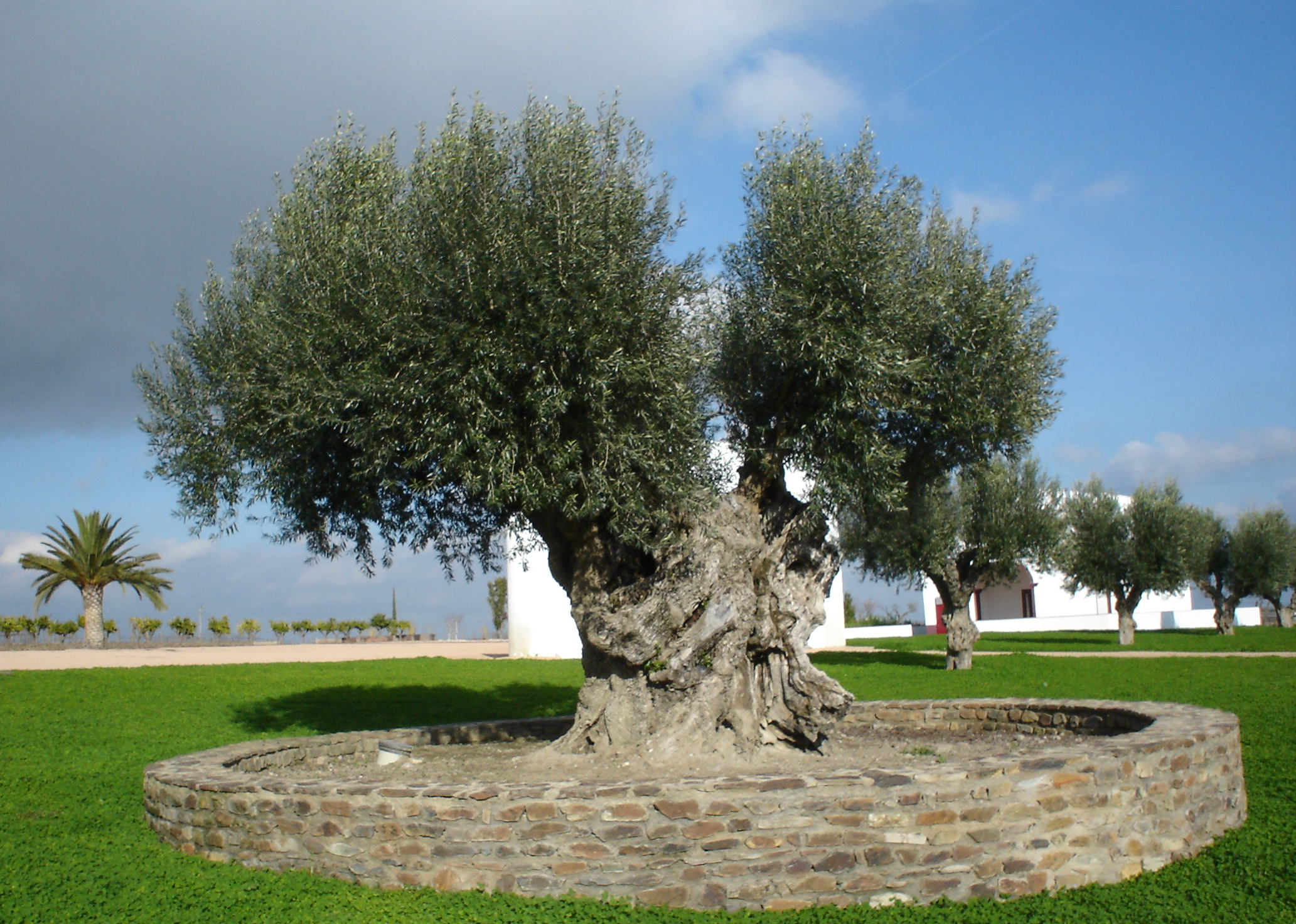
Uma antiga oliveira diante da Ermida de Nossa Senhora dos Remédios, no Esporão.

A Torre do Esporão apresenta planta no formato de um quadrilátero com as dimensões de 14,4 por 10,9 metros. Essas dimensões, mais largas que as praticadas na região, à época, vieram a influenciar estruturas semelhantes no Alentejo.
Inscrita no conjunto da chamada Cerca do Esporão, ao longo dos séculos o seu desenho inicial foi significativamente alterado. O conjunto é composto por uma porta fortificada em arco, com uma escada em caracol pela qual se acede ao terraço defensivo e pela Ermida de Nossa Senhora dos Remédios, na qual se destacam os afrescos na Capela-mor, também restaurados no âmbito do projeto de recuperação.